# Jaktstart
Jaktstart är en startmetod inom sport tillämpad vid tävlingar uppdelade i flera moment eller etapper. Jaktstart används bland annat i längdskidåkning, skidskytte och orientering. Precis som vid masstart gäller att först i mål vinner. Skillnaden är att vid jaktstart kan de tävlande starta efter varandra, oftast med tidsskillnad som är uträknad efter deras resultat i tidigare etapper. Masstart och jaktstart skiljer sig från traditionell start inom dessa sporter, där istället varje tävlande startar individuellt och där den som har bäst tid vid målgång vinner. I OS- och VM-sammanhang inom längdåkning har skiathlon numera ofta ersatt jaktstarten med separata lopp.
Inom modern femkamp används jaktstart vid den avslutande terränglöpningen, där tidsavståndet beräknas med hjälp av resultaten från övriga grenar. I nordisk kombination används jaktstart för längdskidåkningsdelen med tidsavstånd beräknade efter resultaten i backhoppningen.
Vågstart är en variant som används i längdskidåkningen, t.ex. i Tour de Ski. Den första delen av startfältet startar då efter sina tidsintervaller precis som i en vanlig jaktstart, medan de som har mer än ett förutbestämt tidsintervall släpps iväg samtidigt (t.ex. efter 10 minuter). Resten av tidsintervallet läggs sedan till på deras sluttid, vilket gör att de som går i mål i den senare delen av startfältet inte alltid får den placering som motsvarar målgången. Anledningen till att vågstart tillämpas är att tiden för tävlingsevenemanget kortas ner, särskilt när det förekommer stora tidsskillnader.
Fördelarna med jaktstart är framförallt att det blir mer spännande för publiken, men det gör också att de tävlande kan se under tävlingens gång hur det utvecklar sig och vilken taktik de ska inrikta sig på. Nackdelarna är desamma som för masstart, att spurtförmågan får en oproportionerligt stor del i resultatet. En nackdel inom skidåkning är att den som går ut först får spåra, medan de som jagar får åka med mindre friktion i spåret. Skillnaden är särskilt stor om det är snöfall.

### Fotnoter
1. ↑  ”jaktstart”. Nationalencyklopedin. http://www.ne.se/uppslagsverk/encyklopedi/l%C3%A5ng/jaktstart. Läst 24 mars 2016.